# Robert Black
Robert Black   (Grangemouth, 21 d'abril de 1947 - Maghaberry i Lisburn, 12 de gener de 2016) va ser un assassí en sèrie escocès condemnat a cadena perpètua pel segrest i l'assassinat de quatre nenes d'edats entre 5 i 11 anys, entre 1981 i 1986 al Regne Unit. Els càrrecs van ser d'agressió sexual a una de les menors i rapte i violació de les altres tres, concloent amb els seus assassinats. També va ser condemnat per l'intent de segrest d'altres dos.
La policia va investigar altres possibles casos, es creu que oscil·la entre 40 casos, dels quals hi ha dotze possibles assassinats.

## Primers anys de vida
Black va néixer a Grangemouth, Stirlingshire. La seva mare Jessie Hunter Black, es va negar a posar-li el nom del pare en l'acta de naixement, després va decidir donar-ho en adopció. Robert Black mai va conèixer als seus pares. Va ser adoptat per una nova família: Jack i Margaret Tulip. Black no encaixava a l'escola, era sobrenomenat "el podent Robby Tulip" pels seus companys de classe, els que van notar que preferia caminar amb nens d'un a dos anys menors que ell, en lloc d'aquells de la seva mateixa edat.
Va viure amb els Tulip onze anys, durant els quals va ser maltractat físicament per tots dos pares. Quan tots dos pares van morir (el seu pare a cinc anys i la seva mare a onze anys) seria enviat a una llar per a nens en Falkirk.

## Primers delictes
Mentre vivia amb els Tulip, Robert Black va tenir un acte-descobriment sexual a una edat primerenca. Més tard, a l'edat de vuit anys va dir que sovint introduïa objectes en el seu anus. Aquesta va ser una pràctica que repetiria en la seva adultesa.
El primer intent de Black de raptar va ser als 12, juntament amb altres dos nois. Ells van atacar a una noia en un camp, però es van trobar incapaços de completar l'acte de la penetració. Les autoritats van ser notificades i Black va ser traslladat a Red House situat a Musselburgh. Una vegada allí un membre del personal va abusar sexualment d'ell.
A quinze anys, Black va deixar Red House i va trobar treball com a repartidor en Greenock prop de Glasgow. Més tard admetria que durant en els seus encàrrecs l'abusaria d'entre 30 i 40 noies. Cap d'aquests incidents semblen haver estat oficialment reportats fins a la seva primer condemna a l'edat de disset anys, quan el va portar una nena de set anys en un edifici buit, la va escanyar fins que va perdre la consciència i després es va masturbar sobre el seu cos inconscient. Black va ser arrestat i condemnat per "Desig i activitat sexual exacerbats" solament rebent una amonestació. Després d'això, Black va ser traslladat a Grangemouth.
En Grangemouth va aconseguir treball en una companyia de subministraments de construcció, també va aconseguir xicota, Pamela Hodgson, i li va proposar matrimoni. Black va quedar devastat quan ella va acabar la relació diversos mesos després. En 1966, Black va abusar de la neta de nou anys dels propietaris. La nena amb el temps els va dir als seus pares. Ells no van prendre cap acció legal, però a Black li van ordenar deixar la casa.
Al mateix temps, Black va tornar a Kinlochleven, on va ser criat. Va prendre una habitació amb una parella que tenia una filla de set anys. Igual que abans, Black va abusar d'ella. Aquesta vegada quan la violació va ser revelada, la policia va ser notificada. Black va ser sentenciat a un any en Brostal, Polmont. Després del seu alliberament, Black va deixar Escòcia i va viatjar a Londres, on va trobar treball com a ajudant en una piscina. No va passar molt temps fins que una nena petita va informar que Black l'havia 'tocat', i encara que no es van presentar càrrecs oficials, Black va perdre el seu treball.
Mentre Black va viure a Londres, va perdre molt temps jugant als dards en els bars. Es va convertir raonablement en un bon jugador, i en una cara familiar en el circuit amateur dels dards. El campió mundial de dards Eric Bristow va conèixer a Black vagament durant aquest temps, recordant-ho com un "solitari" que no semblava tenir xicota. En 1976 va començar a treballar com a conductor d'una furgoneta. Aquí va ser on va obtenir un exhaustiu coneixement sobre alguns dels carrers de Londres.

## Assassinat de Jennifer Cardy
El 12 d'agost de 1981, Jennifer Cardy de nou anys, mentre caminava amb bicicleta en Ballinderry, Country Antrim, en el nord d'Irlanda, amb la intenció de trobar-se amb un amic, va desaparèixer. La seva bicicleta estava prop de casa seva. El seu cos va ser trobat sis dies després en la presa de Mckee, prop de Hillsborough, County Down. Havia estat assaltada sexualment. Black, que va estar treballant a l'àrea, va ser declarat culpable pel segrest, violació i assassinat de la nena en la cort d'Armagh Crown el 27 d'octubre de 2011.
El 8 de desembre de 2011 va ser condemnat a vint-i-cinc anys per l'assassinat. El jutge va dir que hauria de tenir almenys 89 abans que fos considerat per al seu alliberament.

## Assassinat de Susan Maxwell
El 30 de juliol de 1982 Susan Maxwell d'onze anys, de Cornhill on Tweeden, del costat anglès de la frontera entre Anglaterra i Escòcia, va deixar casa seva per anar a jugar tenis a l'altre costat de la frontera. Diversos testimonis locals recorden haver-la vist fins que va travessar el pont sobre el riu Tweed, després no va haver-hi més cap albirament de la nena. En algun moment entre el riu i Coldstream, Susan va ser segrestada per Black. Ell la va violar, la va matar i va llançar el seu cos a uns 400 quilòmetres de distància en el costat de la A518 en Loxley prop de Uttoxeter, Staffordshire, Anglaterra.

## Assassinat de Caroline Hogg
La tarda del 8 de juliol de 1983, Caroline Hogg de 5 anys, procedent de Portobello, Edimburg, va sortir a jugar prop de casa seva per uns minuts. Mai va tornar. Alguns testimonis van informar veure un home d'aspecte desvalisador, que van creure que era Black, mirant una nena jove, que es creu que era Caroline, al parc de jocs prop de casa seva, de la mà amb ella en els voltants. El seu cos va ser trobat deu dies després en una rasa a Leicestershire, al voltant de 480 quilòmetres de casa seva. La causa de la seva mort no va ser possible determinar-la a causa de l'estat de descomposició del seu cos (com havia estat el cas de Susan Maxwell) però l'absència de roba va suggerir un motiu sexual.

## Assassinat de Sarah Harper
Tres anys després, el 26 de març de 1986, una nena de deu anys, Sarah Harper, va desaparèixer de Morley, Leeds després de sortir de casa seva per anar a la botiga de la cantonada per comprar pa. L'empleat va recordar veure-la entrar, però mai va tornar a casa seva. L'últim albirament de Sarah va ser caminant cap al carreró, que usava com a drecera. Black la va segrestar, violar i assassinar. El seu cos va ser trobat en el Riu Trent, prop de Nottingham, un mes després.

## Investigació policial
Els cossos de Maxwell, Hogg, i Harper van ser trobats cadascun en un radi aproximat de 42 quilòmetres de Leicestershire, a la ciutat de Ashby-de-la-Zouch, i la policia ja creia que aquestes tres morts estaven relacionades. Els detectius també van pensar això, perquè els cossos havien estat abandonats en distàncies llunyanes d'on havien estat segrestades, l'assassí va viatjar com a part del seu treball i era possible que fos camioner. La policia es va trobar sota una gran pressió per resoldre els crims, ja que alguns periòdics van comparar els homicidis amb els assassinats fets pels moors murders, va ser una de les primeres consultes utilitzades en el sistema informàtic HOLMES extensament, seguint les recomanacions de les seqüeles del Destripador de Yorkshire.
Black va ser considerat com a sospitós per la policia per l'assassinat o desaparició d'altres nenes, incloent-hi la desaparició a l'abril de Fabb en 1969 i la desaparició de Genette Tate l'agost de 1978. Black va ser interrogat sobre aquests casos, entre d'altres, però la Crown Persecution Service va dir el 2008 que no hi havia prou proves per a culpar Black. La policia de Devond i Cornwall va reprendre la recerca de la possible connexió amb el cas de Genette Tate el juny de 2014.

## Captura i primer judici
Black va ser arrestat el 14 de juliol de 1990, prop de Stow, Escòcia. Va ser vist arrabassar una nena de sis anys del carrer en la seva camioneta. Un jubilat, David Herkes, va trucar a la policia. Després d'abusar sexualment de l'aterrida nena de sis anys en una àrea de descans, Black va tornar al mateix poble. La policia l'estava esperant i el va arrestar. En un aplanament a la casa de Black, es va trobar una gran col·lecció de pornografia infantil. Al mes següent, Black va ser declarat culpable de segrest i va ser condemnat a cadena perpètua.

## Judici pels assassinats
La policia sospitava de Black pels assassinats de Susan Maxwell, Caroline Hogg i Sarah Harper. Van revisar els rebuts de gasolina i finalment el culpen pel triple assassinat a més de l'intent de segrest d'una adolescent de quinze anys que va aconseguir escapar d'un home que va intentar arrossegar-la a una camioneta el 1988. El 13 d'abril de 1994. Black va ser sotmès a judici en Moot Hall, Newcastle upon Tyne, i va negar els càrrecs. Tenint milers de rebuts de gasolineres, la fiscalia va ser capaç de posar lloc a totes les escenes i mostrar similituds entre els tres assassinats i el segrest de la nena de sis anys que havia estat rescatada. El jurat normalment no permet conèixer condemnes actuals o anteriors de l'acusat, però en aquest cas el jutge ho va permetre.
El 19 de Maig, el jurat va trobar a Black culpable de tres assassinats, a més de l'intent de segrest d'una adolescent de quinze anys anomenada Teresa Thornhill, va ser sentenciat a cadena perpètua. Aquesta sentència faria que Black romangués empresonat fins a 2009, quan hauria complert vuitanta-dos anys.
El 16 de desembre de 2009, Black va ser culpat de l'assassinat de Jennifer Cardy. Va ser trobat culpable el 27 d'octubre de 2011 i va ser condemnat a una cadena perpètua més per l'Armagh Crown Court. El 8 de desembre de 2011 se li va dir que havia de tenir com a mínim vuitanta-nou anys per considerar la seva llibertat.

## Atac a la presó per altres reclusos
Black va ser atacat en la seva cel·la de la presó de Wakefield el juliol de 1995 després de ser emboscat per dos reclusos. El convicte Andrew Wilson li va llançar aigua bullent barrejada amb sucre en un intent d'arrencar-li la pell, més tard, mentre el copejava amb la pota d'una taula, l'assassí Craig Hendley l'apunyalava amb un ganivet improvisat a l'esquena i el coll. Hendley més tard diria a la policia "mataré al pròxim violador que s'acosti a mi". Un tribunal posteriorment va sentir que "Black era un presoner particularment notori a causa de la naturalesa dels delictes pels quals anava a complir la seva condemna. Va ser per aquesta raó per la qual es va convertir en un objectiu.

## Mort
Black va morir el 12 de gener de 2016 per causes naturals a la presó HMP Maghaberry a Irlanda del Nord.

## Obres citades
- Church, Robert (1996). Well Done, Boys: the Life and Crimes of Robert Black. Constable. ISBN 978-0-094-74150-8
- Clark, Hector; Johnston, David (1994). Fear the Stranger: the Story of Britain's Biggest Child-Murder Hunt. Mainstream Publishing. ISBN 978-1-851-58646-2
- Morris, Jim (2015). The Who's Who of British Crime in the Twentieth Century. Amberley Publishing. ISBN 978-1-445-63924-6
- Sanders, John (2008). Inside the Mind of the Sex Killer. Forum Press. ISBN 978-1-874-35840-4
- Swinney, Chris (2015). Robert Black: the True Story of a Child Rapist and Serial Killer. R. J. Parker Publishing. ISBN 978-1-517-62415-6
- Wier, Nigel (2011). British Serial Killers. AuthorHouse Publishing. ISBN 978-1-467-88139-5
- Wilson, David (2007). Serial Killers: Hunting Britons and Their Victims, 1960 to 2006. Waterside Press. ISBN 978-1-904-38033-7
- Wyre, Ray; Tate, Timothy (1995). The Murder of Childhood. Penguin Books Ltd. ISBN 978-0-140-24715-2